# Museu de Arte Pierre Chalita
O Museu de Arte Pierre Chalita (MAPC) é um museu brasileiro localizado em Maceió, estado de Alagoas. É uma instituição privada, mantida pela Fundação Pierre Chalita. Foi fundado em 1980, sob a denominação Museu de Arte Sacra. Mantém parte da coleção particular do pintor Pierre Chalita, composta por obras provenientes do Brasil e de outros países, executadas entre os séculos XVII e XX, em que sobressai um importante núcleo de arte sacra. Possui biblioteca especializada em arte e arquitetura e realiza exposições, palestras e cursos.

## Histórico
O Museu de Arte Pierre Chalita foi oficialmente criado em 19 de maio de 1980, pelo pintor e colecionador Pierre Chalita, com o objetivo de preservar e expor ao público seu acervo. É administrado pela Fundação Pierre Chalita, junto com o Museu de Arte Brasileira, também ubicado em Maceió.
O museu está instalado em um antigo casarão de 800 metros quadrados de área construída, localizado na praça Floriano Peixoto, no centro da capital alagoana, que também serve de sede à fundação. É parte integrante do "conjunto arquitetônico dos Martírios", tombado pelo patrimônio estadual de Alagoas desde março de 2000, onde se encontram ainda o Museu Palácio Floriano Peixoto e a antiga Intendência Municipal (Palácio das Águias).
Além do acervo permanente, o museu mantém exposições de curta duração. Realiza atividades de empréstimo do acervo, tendo celebrado convênios de comodato com o Palácio da Alvorada, com a FIESP e com a Pinacoteca do Estado de São Paulo. Possui biblioteca especializada em arte e arquitetura, mantém aulas guiadas para estudantes da rede pública, palestras e cursos.
Em setembro de 2006, quatro homens armados invadiram a sede da fundação e roubaram obras de arte, jóias e 3000 reais em dinheiro. Outras peças foram danificadas na fuga dos invasores. As obras não foram recuperadas.

## Acervo
A coleção do museu é constituída por parte das 2270 obras pertencentes à Fundação Pierre Chalita. Abrange pinturas, esculturas, desenhos, gravuras, objetos decorativos e um núcleo substancial de arte sacra, originários do Brasil e de outros países, datados entre os séculos XVII e XX.
Há um pequeno núcleo de pinturas européias, em que se destaca uma cópia do século XVII da Transfiguração de Rafael, adquirida do Museu do Prado, Lavínia e Vênus, ambas atribuídas a Ticiano, além de uma madona já creditada ao ateliê de Leonardo da Vinci e cópias antigas de Caravaggio e Guido Reni.
É vasto o núcleo de peças sacras, documentando sobretudo a estética barroca do período colonial, por meio da imaginária e das alfaias religiosas, sobressaindo um altar proveniente da Paraíba. Do Modernismo, há obras de João Câmara, Alfredo Volpi, Carlos Scliar, entre outros. Dentre os artistas alagoanos, há obras de Lourenço Peixoto, Rosalvo Ribeiro, Fernando Lopes, e Vicente Ferreira de Lima, além de várias peças do próprio Pierre Chalita e de sua esposa, Solange.